# Benito López Franco
Benito López Franco, más conocido como el Soldado de los Milagros, es el objeto de un culto popular en la ciudad española de Melilla. Su sepultura se encuentra en el Cementerio Municipal de la Purísima Concepción.

## Historia
El 17 de enero de 1950 el soldado Benito López Franco,  un joven aragonés nacido en Cetina (Zaragoza) que fue encontrado muerto en los baños del cuartel de Regulares 5, en el que cumplía su servicio militar en Melilla. Al ser considerado un suicidio se le negó cristiana la sepultura y su cuerpo fue depositado en un ataúd boca abajo del Cementerio Civil, parcela del Cementerio Municipal de la Purísima Concepción con acceso independiente desde la calle Horcas Coloradas, aneja Carretera del Polvorín,  dentro se colocó la cadena supuestamente utilizada para suicidarse.
Con el tiempo, creció entre los melillenses una devoción hacia él, colocando flores y ofrendas en su tumba ante las  peticiones de curación cumplidas.